# アイム・ウィズ・ユー (アヴリル・ラヴィーンの曲)
「アイム・ウィズ・ユー 」（I'm With You）は、カナダの女性シンガーソングライターのアヴリル・ラヴィーンの楽曲。

## 概要
この楽曲は、彼女の最初のスタジオ・アルバム『レット・ゴー』に収録され、アルバムからの3曲目のシングルとして2002年11月19日にリリースされた。各国の週間シングル・チャートでは、メキシコで1位を獲得、全米のBillboard Hot 100で4位、イギリスで7位などを記録した。